# Plagiolepis madecassa
Plagiolepis madecassa é uma espécie de formiga do gênero Plagiolepis, pertencente à subfamília Formicinae.